# Trabajo productivo e improductivo
El trabajo productivo se refiere a aquel trabajo que tiene la capacidad de modificar el valor de uso de las mercancías o de proporcionar servicios, generando la riqueza material y no material que sostiene a la sociedad. En un sistema socioeconómico capitalista, además, los capitalistas pueden apropiarse de otra parte de esa riqueza en forma de plusvalor.
En contraposición, el trabajo improductivo es aquel orientado al mantenimiento del orden social basado en clases sociales y que no genera riqueza por sí mismo (como el gobierno, las fuerzas armadas, el mantenimiento de la propiedad privada o las operaciones financieras entre otras).
Tanto el trabajo productivo como el improductivo pueden ser asalariados, siendo la riqueza generada por el productivo la responsable del mantenimiento tanto de los trabajadores productivos como de los improductivos, así como de la clase capitalista.
Se trata de conceptos centrales en economía política clásica cuya concreción ha ido variando a lo largo del tiempo. Fueron planteados primeramente por la escuela fisiocrática, para, más tarde, tener importantes aportes de Adam Smith y ser finalmente precisados por la crítica de Karl Marx y el posterior desarrollo de la teoría marxista.

## Economía clásica
Los economistas clásicos, como Adam Smith y David Ricardo, plantearon la cuestión económica de qué tipos de trabajo contribuían a aumentar la riqueza de la sociedad, frente a las actividades que no aumentaban la riqueza. En la introducción de La riqueza de las naciones, Smith habló del "trabajo anual" y "las necesidades y conveniencias" que una nación "consume anualmente" antes de explicar que uno de los dos pasos para aumentar la riqueza es reducir la cantidad de "trabajo improductivo". Por "anual" se refieren a un proceso de reproducción cíclico; el "trabajo improductivo" son mercancías y servicios que no son insumos para el próximo ciclo económico y, por lo tanto, se pierden para el crecimiento económico. Por el contrario, las teorías sin tal horizonte temporal tienden a entender que el trabajo improductivo de Smith se refiere a los servicios, y el trabajo productivo se refiere a los bienes vendibles. La distinción de Smith entre trabajo productivo e improductivo corresponde a la distinción de Piero Sraffa (1960) de bienes básicos y no básicos, ya que los bienes básicos vuelven a entrar en el proceso productivo, mientras que los bienes no básicos están destinados al consumo, sin valor para la reproducción. 
Hay un tipo de trabajo que aumenta el valor del objeto al que se incorpora, y hay otro tipo que no tiene ese efecto. En tanto produce valor, el primero puede ser llamado trabajo productivo; y el segundo, trabajo improductivo. El operario industrial añade generalmente al valor de los materiales con los que trabaja el de su propia manutención y el del beneficio de su patrono. Por el contrario, la labor de un sirviente no añade valor a nada. Aunque el obrero industrial recibe su salario del patrono, en realidad no le cuesta nada, porque el valor de ese salario resulta normalmente restaurado, junto con un beneficio, en el mayor valor del objeto sobre el que emplea su trabajo. La manutención de un sirviente, en cambio, nunca es repuesta. Un hombre se hace rico si contrata a una multitud de obreros, pero se hace pobre si mantiene a una multitud de sirvientes. El trabajo de estos últimos tiene valor y merece una remuneración tanto como el de los primeros. 

— Adam Smith, La riqueza de las naciones, Libro 2, Capítulo 3. 
Como observa Edwin Cannan, la visión de Smith sobre la reproducción anual y, como consecuencia, la distinción entre trabajo productivo e improductivo se deriva de su reunión y la influencia de los economistas franceses que se han conocido como los fisiócratas. Antes de su visita a Francia, en su Teoría de los sentimientos morales, Adam Smith ve la glotonería de los terratenientes como una "mano invisible" que ayuda a los pobres a participar de la riqueza del terrateniente. En La riqueza de las naciones, se ve como el consumo de trabajo improductivo, limitando el crecimiento de la riqueza. La opinión de Smith de que el trabajo humano, pero no el trabajo improductivo, es la fuente de riqueza refleja la posición clásica de que todas las mercancías pueden reducirse a trabajo real e insumos producidos que a su vez se resuelven en trabajo e insumos anteriores.
Dentro de una empresa, por ejemplo, había muchas tareas que debían realizarse, como la limpieza, el mantenimiento de registros, la contabilidad y las reparaciones, que no contribuían directamente a producir y aumentar la riqueza en el sentido de hacer una adición neta a ella, en otras palabras, tales tareas representaban un costo neto para la empresa que debía minimizarse.
También había ocupaciones enteras como sirvientes domésticos, soldados, maestros de escuela, etc. que, aunque necesarias, no parecían "productivas" en el sentido de aumentar la riqueza material de una sociedad.
Parte de la población consumió riqueza pero no la creó. Por lo tanto, para maximizar el crecimiento económico, deben reducirse al mínimo los "costos improductivos" que consumen parte del ingreso nacional total en lugar de aumentarlo; había que maximizar el trabajo productivo.
Se presentaron muchos argumentos económicos y morales diferentes para justificar o criticar los ingresos obtenidos de diferentes actividades, sobre la base de que eran "productivos" o "improductivos", "ganados" o "no ganados", "creadores de riqueza" o "consumidores de riqueza".

## Economía neoclásica
Sin embargo, en la economía neoclásica, la distinción entre trabajo productivo e improductivo fue rechazada por ser en gran medida arbitraria e irrelevante. Todos los factores de producción (tierra, trabajo y capital) crean riqueza y agregan valor; todos son "productivos".
Si el valor de un bien es solo lo que alguien es su utilidad marginal, entonces considerar algunas actividades como creadoras de valor y otras no es un asunto puramente subjetivo; cualquier actividad que produzca algo, o genere un ingreso, podría considerarse producción y productiva, y la única pregunta que queda es qué tan productiva es.
Esto podría medirse estableciendo una relación entre el valor monetario de la producción producida y el número de horas trabajadas para producirla (o el número de trabajadores que la producen). Esto se denomina "relación producción/mano de obra". La relación "PIB per cápita" también es utilizada por algunos como un indicador de cuán productiva es una población.
Sin embargo, al calcular cualquier valor de producción, se requiere algún concepto de valor, porque no podemos relacionar, agrupar y agregar precios (reales o nocionales) en absoluto sin usar un principio de valoración. Toda contabilidad asume una teoría del valor, en este sentido: siempre debemos distinguir conceptualmente la definición de equivalencia de valor, valor comparable, transferencia de valor, pérdida de valor, conservación de valor y valor de nueva creación. Para ello, el conocimiento de los precios no es suficiente, ya que la decisión de agrupar y categorizar los precios de una determinada manera implica criterios y valoraciones que no pueden derivarse de los precios.
Una preocupación persistente de la gestión, particularmente en las grandes corporaciones, también se refiere a la cuestión de qué actividades de una empresa tienen valor agregado. La razón es simplemente que las actividades de valor agregado aumentan los ingresos brutos y los márgenes de ganancia (nótese que el concepto de "valor agregado" es una medida de la producción neta, o ingreso bruto, después de deducir los costos de materiales del volumen total de ventas).
Si el objetivo es obtener el máximo valor para los accionistas, se producen dos importantes problemas de valoración. En primer lugar, los activos productivos que se utilizan en la producción no tienen un precio real de mercado, ya que se retiran del mercado y no se ofrecen a la venta. Tienen, en el mejor de los casos, un costo histórico, pero este costo no se aplica a las existencias de nueva producción producida. Por lo tanto, el valor actual de los activos productivos sólo puede estimarse de acuerdo con el precio probable que tendrían si se vendieran o si se reemplazaran. En segundo lugar, está el problema de a qué se pueden atribuir exactamente los aumentos o disminuciones en el valor de los activos productivos que se poseen.
En lo que se conoce popularmente como "gestión basada en el valor", estos problemas se abordan de manera pragmática con los conceptos contables de valor agregado de mercado (MVA) y valor agregado económico (EVA). Este estilo de gestión se centra muy de cerca en cómo los activos y las actividades contribuyen a obtener el máximo beneficio.

## Contabilidad nacional
En las cuentas nacionales y la teoría de la contabilidad social, los conceptos de trabajo productivo e improductivo sobreviven hasta cierto punto.
- La primera razón es que si queremos estimar y contabilizar el valor de la nueva producción neta creada por un país en un año, debemos ser capaces de distinguir entre las fuentes de nuevo valor añadido y el valor conservado o transferido. En otras palabras, necesitamos un principio de teoría del valor que nos guíe en la relación, agrupación y cálculo de agregados de precios. Es obvio que si los productos o ingresos se intercambian o transfieren simplemente entre A y B, entonces el valor total del producto, o el ingreso total, no aumenta; Todo lo que ha sucedido aquí es que han sido cambiados y redistribuidos. La riqueza total no ha aumentado, no se ha agregado ningún valor nuevo. Por implicación, algunas actividades agregan nuevo valor, otras no.
- En segundo lugar, es necesario crear una cobertura estadística operativa de la producción misma, que pueda utilizarse para asignar los ingresos, las actividades y las transacciones de la economía como pertenecientes a la "producción" o como si no pertenecen a la "producción". Por lo tanto, algunos trabajos producen algo en el sentido económico, otros no. En general, las cuentas nacionales adoptan una definición muy amplia de producción; Se define como cualquier actividad de las "unidades institucionales" residentes (empresas, servicios públicos, hogares) que combinan los factores de producción (tierra, trabajo y capital) para transformar los insumos en productos. Esto incluye tanto la producción de mercado como la producción no de mercado, si genera un ingreso reconocible. La ventaja de la definición amplia es que se pueden capturar prácticamente todos los flujos de ingresos relacionados con la producción (pero al mismo tiempo no se contabiliza una gran cantidad de trabajo no remunerado -trabajo doméstico y trabajo voluntario-). Sin embargo, algunos ingresos se excluyen de la producción y se consideran transferencias de riqueza. Una transferencia se define básicamente como un pago realizado o ingreso recibido sin proporcionar ningún bien, servicio o activo a cambio, por ejemplo: beneficios del gobierno. También se excluyen algunas formas de interés sobre préstamos, algunas rentas de propiedades y la mayoría de las ganancias de capital sobre activos financieros y propiedades, que son efectivamente transferencias (flujos de ingresos y gastos que se consideran no relacionados con la producción y con el valor de la nueva producción) o gastos intermedios.
- En tercer lugar, las cuentas nacionales mostrarán la contribución de los diferentes sectores económicos al producto nacional total o al ingreso nacional. Estos sectores están definidos principalmente por la producción (por ejemplo, agricultura, manufactura, servicios empresariales, administración gubernamental). Por lo tanto, es posible distinguir en cierta medida entre las actividades "productivas" que producen algún producto o servicio tangible, y otras actividades comerciales o gubernamentales que no generan (pero generan ingresos).

Una gran cantidad de trabajo realizado en la sociedad no se refleja en las cuentas nacionales, porque es trabajo voluntario no remunerado o trabajo doméstico no remunerado. El valor monetario de este trabajo solo se puede estimar a partir de encuestas de uso del tiempo. Por lo tanto, las definiciones de "producción" de la contabilidad nacional están fuertemente sesgadas hacia las actividades que producen un ingreso monetario.

## Crítica de Marx
Karl Marx consideraba la tierra y el trabajo como la fuente de toda riqueza, y distinguía entre la riqueza material y la riqueza humana. La riqueza humana era una riqueza en las relaciones sociales, y la expansión del comercio de mercado creó cada vez más de esos. Sin embargo, la riqueza y el valor económico no eran lo mismo en su opinión; el valor era una categoría puramente social, una atribución social.
Tanto en El capital como en Teorías sobre la plusvalía, Marx dedicó una cantidad considerable de atención al concepto de "trabajo productivo e improductivo". Trató de establecer lo que las ideas económicas y comerciales sobre el trabajo productivo significarían para la vida de la clase trabajadora, y quería criticar las ideas apologéticas sobre la naturaleza "productiva" de actividades particulares. Esto fue parte de un argumento sobre la fuente de la plusvalía en el trabajo excedente no remunerado. Su opinión se puede resumir en los siguientes 10 puntos.
- El trabajo no es "naturalmente productivo", tanto en el sentido de que se necesita trabajo para que el trabajo sea productivo, como en que el trabajo productivo depende de herramientas y técnicas para ser productivo.
- En términos generales, un trabajador es económicamente productivo y una fuente de riqueza adicional en la medida en que puede producir más de lo que se requiere para su propia subsistencia (es decir, es capaz de realizar plustrabajo) y agregar a un producto excedente.
- La definición de trabajo productivo e improductivo es específica para cada tipo específico de sociedad (por ejemplo, sociedad feudal, sociedad capitalista, sociedad socialista, etc.) y depende de las relaciones de producción dadas.
- No existe una definición neutral de trabajo productivo e improductivo; lo que es productivo desde el punto de vista de una clase social puede no serlo desde el punto de vista de otra.
- La única definición objetiva de trabajo productivo es en términos de lo que es de hecho productivo dentro de las condiciones de un modo de producción dado.
- Desde el punto de vista de la clase capitalista, el trabajo es productivo si aumenta el valor del capital (privado) o da lugar a la acumulación de capital (privado).
- El trabajo capitalistamente productivo es, por lo tanto, trabajo que aumenta la masa de plusvalía, principalmente a través de la producción rentable de bienes y servicios para la venta en el mercado.
- No se crea ningún valor nuevo solo a través de actos de intercambio; Por lo tanto, aunque el trabajo que sólo facilita el intercambio es "productivo" desde el punto de vista del empleador (porque obtienen ganancias de él), es improductivo desde el punto de vista social porque sólo realiza una transferencia de riqueza. Sin embargo, este trabajo "improductivo" se acepta porque reduce los costos de acumulación de capital, o lo facilita o lo asegura.
- La definición de trabajo productivo e improductivo no es estática, sino que evoluciona; en el curso del desarrollo capitalista, la división del trabajo se modifica cada vez más, para hacer cada vez más productivo el trabajo en el sentido capitalista, por ejemplo, a través de la mercantilización y la privatización, la gestión basada en el valor y el taylorismo.
- En la sociedad capitalista sólo se puede saber realmente si el trabajo ha sido productivo "a posteriori", porque el trabajo vivo productor de mercancías es en la mayoría de los casos definitivamente valorado por el mercado sólo después de haber sido realizado, cuando su producto (un bien o servicio) es intercambiado y pagado.

En consecuencia, Marx hizo, explícita o implícitamente, 10 distinciones relevantes para definir el trabajo productivo en un modo de producción capitalista:
- Producción de mercancías, frente a otras formas de producción
- Producción capitalista versus producción no capitalista
- Producción versus circulación (intercambio)
- Producción con fines de lucro, frente a la producción sin fines de lucro
- Producción de valores de uso, frente a producción de valores de cambio
- Producción de valor, frente a la apropiación de los ingresos
- Producción de ingreso, versus distribución de ingreso

En la mayoría de los casos, utilizando estas distinciones, sería obvio si el trabajo era capitalistamente productivo o no, pero en una minoría de casos no sería del todo claro o controvertido. En parte, esto se debe a que la división del trabajo no es estática, sino que está en constante evolución. El criterio general que Marx sugiere es que:
"Si tenemos una función que, aunque en sí misma improductiva y por sí misma, es, sin embargo, un momento necesario de reproducción [económica], entonces cuando ésta se transforma, mediante una división del trabajo, de la actividad secundaria de muchos a la actividad exclusiva de unos pocos, a su negocio especial, esto no cambia el carácter de la función misma".
Obviamente, las funciones que quedan fuera de la producción capitalista no serían capitalistamente productivas.
En general, Marx parece haber considerado el trabajo como principalmente improductivo desde el punto de vista de la sociedad capitalista en su conjunto, si implicaba funciones que tenían que ver puramente con:
- El mantenimiento de un orden social de clase como tal (sistema legal, policía, militar, administración gubernamental).
- El mantenimiento y la seguridad de las relaciones de propiedad privada (policía, seguridad, sistema legal, banca, contabilidad, autoridades encargadas de la concesión de licencias, etc.).
- Operaciones financieras (en banca, finanzas, comercio comercial, administración financiera).
- Seguros y protección.
- Actividad delictiva.

Tales actividades eran un costo inevitable para la sociedad capitalista que tenía que ser cubierto con reservas y con ingresos corrientes. Esto no significa necesariamente que las funciones improductivas no sean socialmente útiles o económicamente útiles en algún sentido; Bien podrían serlo, pero normalmente no añadían directamente un nuevo valor neto al producto social total, ese era el punto, eran un costo financiero (necesario) para la sociedad, pagado por una transferencia de valor creada por el sector productivo. Por lo tanto, representaban una apropiación o deducción del producto excedente, y no una adición neta al mismo. Sin embargo, es obvio que las actividades improductivas podrían estimular las actividades productivas (por ejemplo, la producción de instalaciones de seguridad). Muchos costos improductivos son aceptados por las empresas, ya sea porque involucran actividades que reducen los costos totales de la empresa y, por lo tanto, contribuyen indirectamente a los ingresos, o porque son inevitables en la actividad empresarial.
En la división del trabajo de las sociedades modernas avanzadas, las funciones improductivas en este sentido marxista ocupan una parte muy grande de la fuerza de trabajo; Cuanto más rica es una sociedad, más funciones "improductivas" puede permitirse. En los Estados Unidos, por ejemplo, se puede calcular, a partir de los datos de la población activa, que la facilitación de los procesos de intercambio y la tramitación de las reclamaciones financieras es la principal actividad de más de 20 millones de trabajadores. El personal jurídico, la policía, el personal de seguridad y los empleados militares suman casi 5 millones de trabajadores.

## El trabajo productivo como desgracia
En el primer tomo de El capital, Marx sugiere que el trabajo productivo puede ser una desgracia:
Sólo es productivo el obrero que produce plusvalía para el capitalista y, por lo tanto, trabaja para la valorización del capital. Si podemos tomar un ejemplo fuera de la esfera de la producción de objetos materiales, un maestro de escuela es un trabajador productivo cuando, además de engordar las cabezas de sus alumnos, trabaja como un caballo para enriquecer al propietario de la escuela. El hecho de que este último haya invertido su capital en una fábrica de enseñanza, en lugar de en una fábrica de salchichas, no altera la relación. De ahí que la noción de obrero productivo implique no sólo una relación entre el trabajo y el efecto útil, entre el obrero y el producto del trabajo, sino también una relación social específica de producción, relación que ha surgido históricamente y que imprime al obrero como medio directo de creación de plusvalía. Ser un trabajador productivo no es, por lo tanto, una pieza de suerte, sino una desgracia.
La idea aquí parece ser que ser capitalistamente "productivo" significa efectivamente "ser explotado" o, al menos, ser empleado para hacer trabajos bajo la autoridad de alguien más. Marx nunca finalizó su concepto de trabajo capitalistamente productivo, pero es evidente que implicaba tanto una relación técnica (entre el trabajo y su efecto útil) como una relación social (el marco económico dentro del cual se realizaba).

## Crítica ecológica
La crítica ecológica se centra en la "producción para la producción", atacando tanto la noción neoclásica como el concepto marxista de "productividad". Se argumenta que la economía neoclásica puede comprender el valor de cualquier cosa (y por lo tanto los costos y beneficios de una actividad) solo si tiene un precio, real o imputado. Sin embargo, los recursos físicos y humanos pueden tener un valor que no puede expresarse en términos de precio, y convertirlos en objeto de comercio a través de alguna especificación legal de los derechos de propiedad puede ser perjudicial para la vida humana en la tierra. Las actividades pueden tener costos y beneficios no valorados que nunca figuran en el balance, a lo sumo en la propaganda y la publicidad.
El punto de vista marxista también es rechazado por los ecologistas, porque argumenta que sólo el tiempo de trabajo humano es la sustancia y la fuente del valor económico en la sociedad capitalista. Una vez más, se argumenta que los marxistas están operando con una idea muy restringida del valor económico. En parte, esto pasa por alto el propio punto de vista de Marx, a saber, que no fue él, sino el crecimiento del comercio lo que hizo de la explotación laboral el punto de apoyo de la creación de riqueza. Sin embargo, el argumento ecológico es que, en aras de un futuro saludable y una biósfera sostenible, es necesario adoptar un nuevo esquema de valoración de las personas y los recursos.
El núcleo de esta crítica es claramente ético: todas las teorías económicas existentes no proporcionan normas saludables que garanticen una correcta administración del medio ambiente en el que todas las personas tienen que vivir. Los mercados no proporcionan normas morales propias, aparte de la ley del contrato. Desarrollar un mejor concepto de "productividad" requeriría una nueva moralidad, una nueva visión de los seres humanos y del medio ambiente en el que viven, de modo que se pueda prohibir la actividad económica dañina y promover alternativas saludables.
Los ecologistas suelen distinguir entre el comercio y la producción de mercado "buenos" y "malos". Algunos creen que el capitalismo puede "volverse verde" (producir de una manera amigable con el medio ambiente), y que el capitalismo es "más limpio" que el socialismo de tipo soviético. Otros piensan que el capitalismo no puede "volverse verde" debido a la naturaleza de la bestia; Mientras la contabilidad humana se haga en términos de costos privados y ganancias privadas, muchos "efectos externos" (externalidades) serán ignorados y, a lo sumo, las restricciones legales y los impuestos pueden limitar un poco el daño ambiental.

## Cuentas de productos materiales en sociedades de tipo soviético
En la Unión Soviética y más tarde en otros países socialistas de Europa del Este, China y Cuba, se creó un sistema de cuentas sociales basado en la noción del "producto material" (Sistema de Producto Material, o MPS). Se trataba de una alternativa a las cuentas basadas en el PIB. Detrás de la MPS había una teoría de la modernización según la cual el criterio de progreso consistía en la cantidad física de bienes materiales que se producían.
Paradójicamente, este sistema estuvo fuertemente influenciado por la crítica de Marx a la creación de riqueza en la sociedad capitalista y su distinción entre el trabajo capitalistamente productivo y el improductivo. El "producto material" representaba, en términos de precio, el nuevo valor neto creado anualmente por la producción de bienes materiales tangibles. Muchas industrias de servicios fueron excluidas del producto material; Se hizo un riguroso intento estadístico de separar un sector productivo de un sector improductivo. Los gerentes de las empresas pueden ser castigados por la ley si no proporcionan información precisa.
Los socialistas disidentes se oponían a este enfoque, porque pensaban que en una sociedad socialista, el trabajo "productivo" debería definirse realmente por cosas tales como:
- si el trabajo aumenta la riqueza tangible
- si es socialmente útil
- si es ecológicamente responsable
- si promueve la satisfacción humana
- si promueve el desarrollo humano
- si promueve la salud y el bienestar humanos

Sin embargo, desde el final del régimen comunista en la URSS y Europa del Este, se ha abandonado el sistema de productos materiales y se han implementado nuevas cuentas basadas en el PIB siguiendo los estándares internacionales recomendados por el Fondo Monetario Internacional, el Banco Mundial y el Sistema de Cuentas Nacionales de las Naciones Unidas (UNSNA). La ventaja de este cambio es que la actividad económica se valora y es más visible en términos monetarios; Una posible desventaja es que ya no se realiza una contabilidad nacional de las unidades de productos físicos (por ejemplo, X toneladas de acero producidas o Y número de tractores ensamblados).